# Steindorf bei Straßwalchen
Steindorf bei Straßwalchen (niem.: Bahnhof Steindorf bei Straßwalchen) – stacja kolejowa w Straßwalchen, w kraju związkowym Salzburg, w Austrii. Znajduje się na ważnej magistrali kolejowej Westbahn, gdzie odchodzi Mattigtalbahn.

## Historia i przyszłość
Po otwarciu stacji Steindorf w 1860 roku, Mattigtalbahn została podłączona do stacji kolejowej na początku lat 70. XIX wieku i została ona ustanowiona jako stacja początkowa i docelowa.
Ten węzeł komunikacyjny został zastąpiony stacją Neumarkt am Wallersee (dawniej Neumarkt-Köstendorf), która została już zmodernizowana. W przyszłości pozostałe przystanki na trasie z Salzburga do Straßwalchen (w tym Steindorf) również zostaną podniesione do nowoczesnego standardu ÖBB.

## Linie kolejowe
- Linia Westbahn
- Linia Mattigtalbahn

## Tory
W rejonie stacji z trzema torami peronowymi znajduje się kilka torów przelotowych, ale także dwa tory towarowe, które należą do logistyki Quehenberger.

## Budynek i połączenie ciągami komunikacyjnymi
Stacja posiada budynek stacji wyposażony w systemy informacji pasażerskiej, w tym peron domowy oraz dwa inne, bardzo wąskie perony. Obecnie pociągi nie są pozbawione barier ze względu na bardzo małą wysokość peronu.
Od czasu przedłużenia Mattigtalbahn do Neumarkt am Wallersee, stacja ta nie jest już regularnie używana przez pociągi regionalne do i z Braunau.
| Rodzaj pociągu/ Linia | Trasa | Takt               |
| --------------------- | --- | ------------------ |
| S2/R                  | (Linz Hbf – Wels Hbf –) Straßwalchen – Steindorf bei Straßwalchen – Seekirchen – Salzburg Hbf – Freilassing | co godzinę         |
| R                     | Steindorf bei Straßwalchen – Mattighofen – Braunau am Inn                                                   | pojedyncze pociągi |